# 2016년 2월 앙카라 폭탄 테러

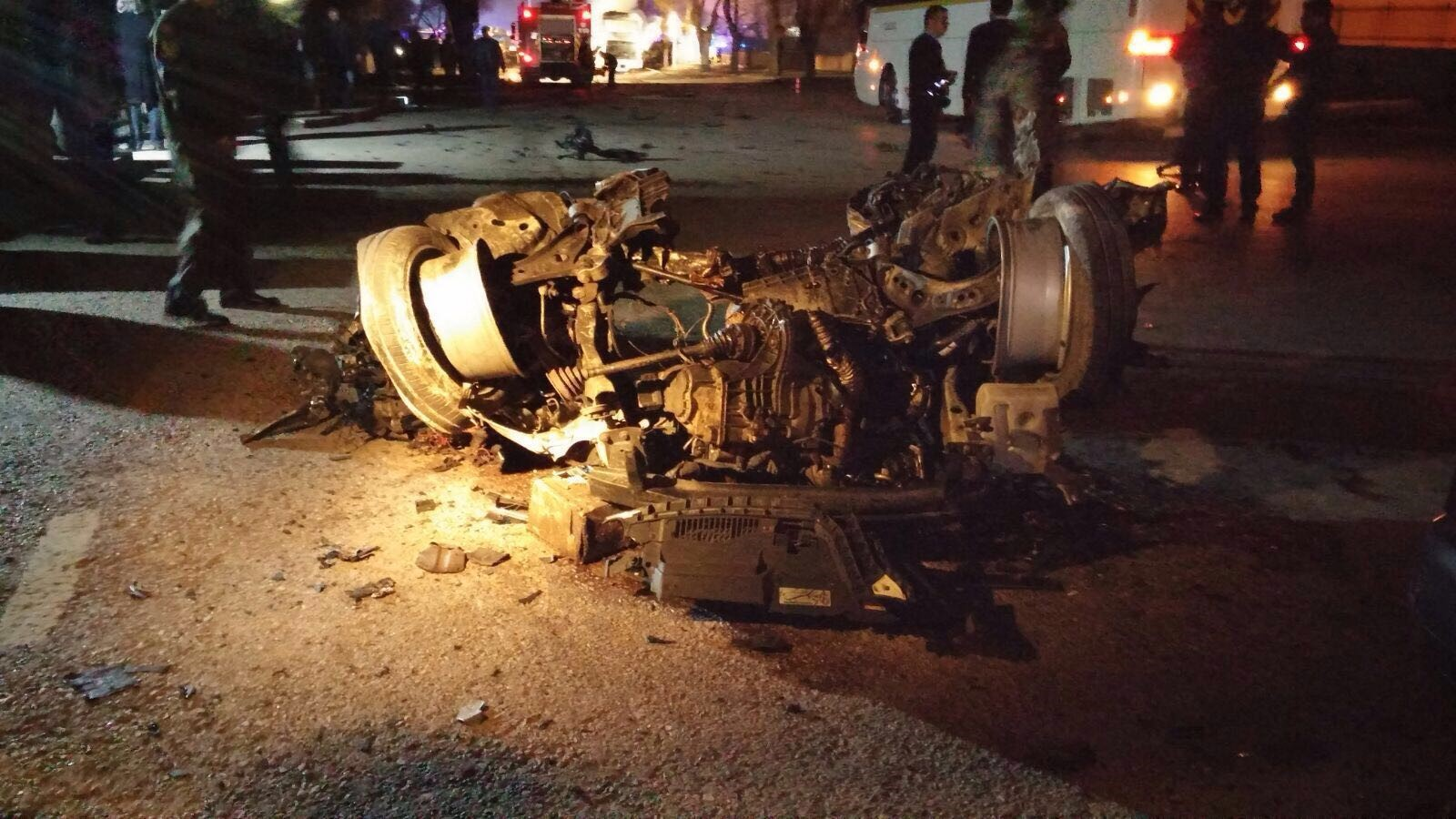
테러 후의 사진

2016년 2월 17일 터키의 수도 앙카라에서 폭탄 테러가 발생하여 약 30명이 사망하였다. 군인들이 타고 있는 군인 차량을 목표로 하였으며, 크즐라이 광장에 신호등에 걸려 멈춰있는 상태였다. 이 지역은 많은 부처, 터키 의회, 군사본부 등이 위치해 있는 곳이다. 쿠르드 해방 독수리단(TAK)은 자신들이 테러를 사주했다고 밝혔다.

## 배경
2015년 10월 앙카라 앙카라 중앙역 앞에서 쿠르드 '노동, 평화, 민주주의'라는 진보 성향의 시위가 벌어지던 도중에 테러가 일어났다. 이 시위는 터키 정부의 쿠르드인 탄압에 반대하는 시위였으며, 102명이 사망하고, 400여명이 부상을 입었다. 2016년 2월 13일 터키군은 쿠르드족 인민수비대(YPG)가 장악하고 있는 시리아 북부 지역에 포격을 가했다. 러시아의 요구로 열린 유엔 안전 보장 이사회에서 라파엘 라미레즈(Rafael Ramírez) 의장은 비공개 회의에서 터키의 조치에 대한 우려를 나타냈고 국제법을 준수할 것을 촉구했다고 밝혔다.
유엔 안전 보장 이사회 표결 후, 터키의 대통령인 레제프 타이이프 에르도안은 시리아 민주동맹당(PYD)를 PKK, ISIL, 알누스라 전선 같은 테러 조직이라고 말했으며, PYD와 YPG가 터키의 안보를 위협하는 행위를 멈출 때까지 공격을 멈추지 않을 것이라고 말했다.

## 폭발
앙카라 주의 주지사인 메흐멧 크르츠라르(Mehmet Kılıçlar)는 폭탄을 실은 차량이 테러에 사용됐다고 밝혔다. 테러는 현지시간 18:31분에 일어났다. 당시 테러 대상이던 군용버스는 신호를 기다리고 있었다. 테러가 일어난 곳은 군 고위관계자들이 거주하는 지역 옆이었다.

## 사상자
적어도 28명이 사망했으며, 60여명이 폭발로 인해 다쳤다.

## 같이 보기
- 2015년 수루츠 폭탄 테러
- 2015년 앙카라 폭탄 테러
- 2016년 이스탄불 폭탄 테러